# Mamacita (Black Eyed Peas, Ozuna e J. Rey Soul)
Mamacita è un singolo del gruppo musicale statunitense Black Eyed Peas, del cantante portoricano Ozuna e della cantante filippina J. Rey Soul, pubblicato il 10 aprile 2020 come secondo estratto dall'ottavo album in studio dei Black Eyed Peas Translation.

## Descrizione
Prodotto da Will.i.am e Johnny Goldstein, il brano è caratterizzato da un campionamento di La isla bonita di Madonna. In un'intervista concessa a Variety, Goldstein ha raccontato il processo creativo e la scelta di utilizzare sonorità provenienti dalla musica latina:

## Accoglienza
Jason Lipshutz di Billboard ha affermato che Mamacita «si rifiuta di essere ascoltata da seduti» grazie a «un amalgama di sonorità e influenze», associandola a Taki Taki di DJ Snake; il critico ha inoltre sottolineato che i ritmi latini si rivelano una «formula concreta» per la «rinascita» del trio. A. D. Amorosi di Variety ha scritto che il campionamento di La isla bonita all'interno del brano è «un colpo da maestro della mimesi pop», grazie anche agli artisti collaboratori che «hanno contribuito a trasformare il torrido brano in qualcosa di aggraziato e grintoso».

## Video musicale
Il video, diretto da Director X, è stato reso disponibile il 10 aprile 2020 in concomitanza con l'uscita del singolo.

## Tracce
Testi e musiche di William Adams, Yonathan Goldstein, Juan Carlos Ozuna Rosado, Allan Pineda, Jimmy Luis Gomez, Madonna Ciccone, Bruce Gaitsch, Susan Leonard e Patrick Leonard.
Download digitale
1. Mamacita – 4:09

Download digitale – Remixes
1. Mamacita (LittGloss Original Mix) – 3:08
2. Mamacita (LittGloss Extended Mix) – 5:06
3. Mamacita (Amiros Remix) – 3:48
4. Mamacita (Aslove Remix) – 3:48
5. Mamacita (Aslove Extended Remix) – 4:32
6. Mamacita (Béesau x Prince Lao Remix) – 3:52
7. Mamacita (Karim Naas Radio Remix) – 3:09
8. Mamacita (Karim Naas Extended Remix) – 4:11
9. Mamacita (Bruno Knauer Remix) – 5:12

## Formazione
Gruppo
- will.i.am – voce
- apl.de.ap – voce
- Taboo – voce

Altri musicisti
- Ozuna – voce
- J. Rey Soul – voce

Produzione
- will.i.am – produzione esecutiva, direzione artistica, registrazione, ingegneria del suono, produzione
- Eddie Axley – direzione artistica, design logo, grafica
- Cody Atcher – design logo, grafica
- Po Shapo Wang – grafica
- Ernest Weber – grafica
- Pasha Shapiro – grafica
- Nabil Elderkin – fotografia
- Dylan "3D" Dresdow – registrazione, ingegneria del suono, missaggio, mastering, tracker
- Johnny Goldstein – coproduzione
- Alexis Gotay-Perez – tracker

## Classifiche

### Classifiche settimanali
| Classifica (2020)     | Posizione massima |
| --------------------- | ----------------- |
| Argentina             | 76                |
| Austria               | 44                |
| Belgio (Fiandre)      | 4                 |
| Belgio (Vallonia)     | 1                 |
| Bulgaria              | 2                 |
| Canada                | 11                |
| Costa Rica            | 19                |
| Croazia               | 29                |
| Estonia               | 28                |
| Finlandia             | 11                |
| Francia               | 7                 |
| Germania              | 31                |
| Grecia                | 28                |
| Italia                | 2                 |
| Lituania              | 24                |
| Paesi Bassi           | 6                 |
| Polonia               | 7                 |
| Portogallo            | 10                |
| Repubblica Ceca       | 38                |
| Repubblica Dominicana | 8                 |
| Romania               | 25                |
| Russia                | 6                 |
| Slovacchia            | 21                |
| Slovenia              | 20                |
| Spagna                | 29                |
| Stati Uniti           | 62                |
| Svizzera              | 7                 |
| Ungheria              | 31                |

### Classifiche di fine anno
| Classifica (2020) | Posizione |
| ----------------- | --------- |
| Belgio (Fiandre)  | 34        |
| Belgio (Vallonia) | 17        |
| Canada            | 47        |
| Francia           | 29        |
| Germania          | 87        |
| Italia            | 14        |
| Paesi Bassi       | 25        |
| Polonia           | 85        |
| Portogallo        | 65        |
| Romania           | 86        |
| Russia            | 46        |
| Spagna            | 92        |
| Svizzera          | 28        |
| Ungheria          | 100       |
| Classifica (2021) | Posizione |
| Russia            | 126       |